# Seagate Technology
Seagate Technology PLC (gọi tắt là Seagate) (NASDAQ: STX), là một trong những nhà sản xuất thiết bị lưu trữ lớn nhất thế giới. Được thành lập năm 1978 với tên gọi là Shugart Technology, Từ 2010, Seagate chuyển trụ sở sang Dublin, Ireland và có các văn phòng điều hành chính đặt tại Cupertino, California, Mỹ. David Mosley là CEO hiện tại  cùng với Stephen J. Luczo là chủ tịch Hội đồng quản trị. Tháng 1 năm 2009, Luczo, chủ tịch của Seagate, được bổ nhiệm làm chủ tịch và CEO, đưa ông trở lại vị trí mà ông đã nắm giữ tại Seagate từ năm 1998 đến năm 2004. Ngày 2 tháng 10 năm 2017 David Mosley được bổ nhiệm làm Giám đốc điều hành và Luczo từ chức.
Seagate đưa ra thành công giải pháp lưu trữ không dây chạy pin đầu tiên trên thế giới.

## Lịch sử
Seagate đã phát triển ổ đĩa cứng (HDD) 5,25 inch đầu tiên, ST-506 5-megabyte, năm 1980. Họ là nhà cung cấp chính trên thị trường máy vi tính  trong suốt những năm 1980, đặc biệt là sau sự ra mắt của IBM XT vào năm 1983. Ngày nay Seagate, cùng với đối thủ Western Digital, đang thống trị thị trường ổ cứng. Phần lớn sự phát triển của họ đến từ việc mua lại các đối thủ cạnh tranh. Năm 1989, Seagate mua lại bộ phận Imprimis của Control Data Corporation, bộ phận sản xuất các sản phẩm HDD của CDC. Seagate mua lại Conner Peripherals năm 1996, Maxtor năm 2006 và mảng kinh doanh HDD của Samsung năm 2011.

### Thành lập với tên gọi Shugart Technology
Seagate Technology (trước đây là Shugart Technology) thàng lập ngày 1 tháng 11 năm 1978,và bắt đầu hoạt động với các đồng sáng lập Al Shugart, Tom Mitchell, Doug Mahon, Finis Conner và Syed Iftikar tháng 10 năm 1979. Công ty ra đời khi Conner tiếp cận Shugart với ý tưởng thành lập một công ty mới để phát triển ổ cứng 5,25 inch mà Conner dự đoán sẽ là một sự bùng nổ kinh tế sắp tới trên thị trường ổ đĩa. Tên này được đổi thành Seagate Technology để tránh vụ kiện từ công ty con Shugart Associates của Xerox (cũng được Shugart thành lập).

### Lịch sử sơ khai và thời Tom Mitchell

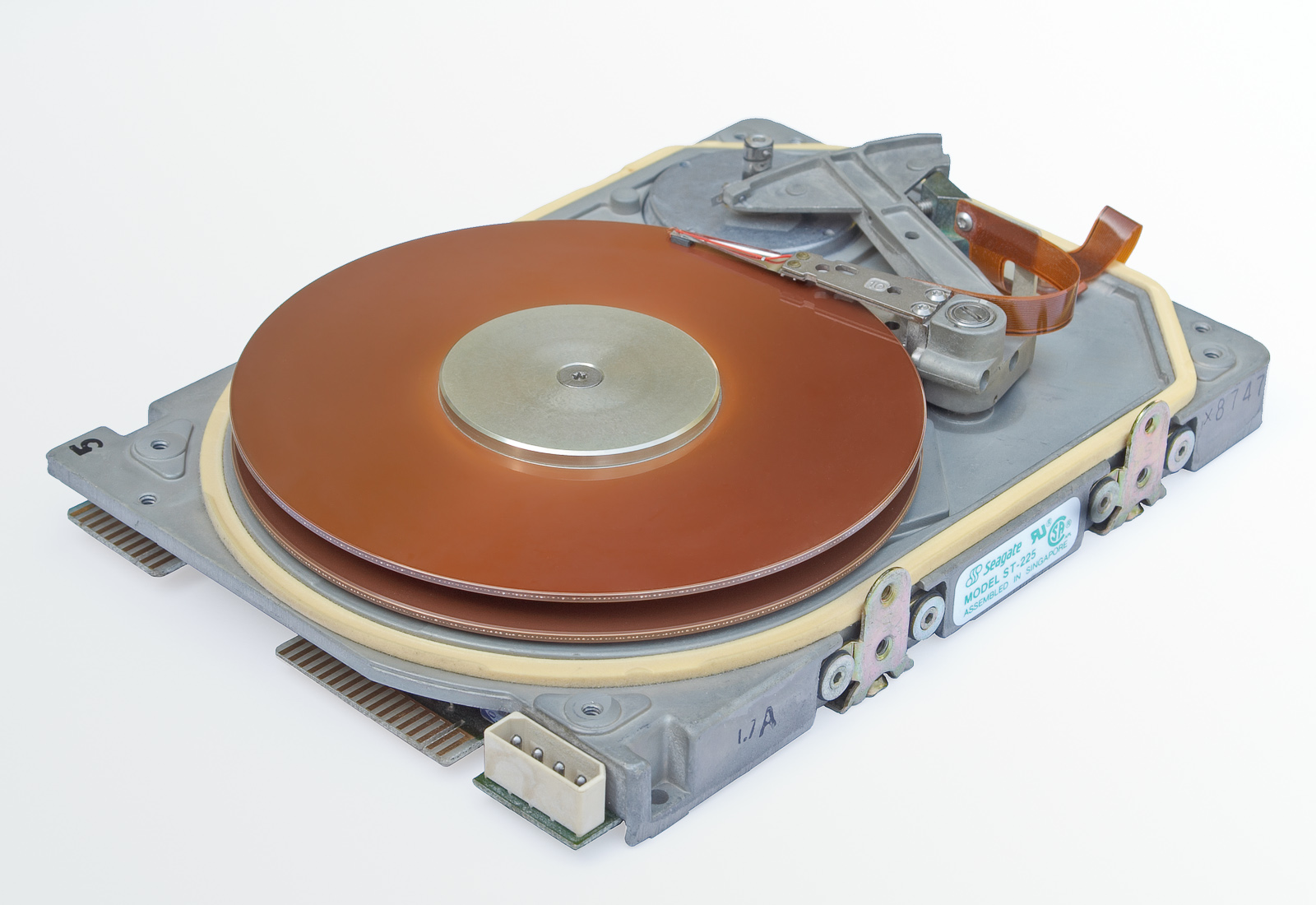
Seagate ST-225, đã được tháo vỏ

Sản phẩm đầu tiên của công ty, Ổ cứng ST-506 5-megabyte, được ra mắt năm 1980. Đây là đĩa cứng đầu tiên phù hợp với kích thước 5,25 inch của ổ "đĩa mềm mini" Shugart. Nó sử dụng mã hóa Modified Frequency Modulation (MFM) và sau đó được phát hành trong phiên bản 10 megabyte, ST-412.  Với việc này, Seagate đã đảm bảo hợp đồng với tư cách là nhà cung cấp OEM chính cho IBM XT, máy tính cá nhân đầu tiên của IBM trang bị ổ cứng. Khối lượng lớn các đơn vị được bán cho IBM đã thúc đẩy sự phát triển ban đầu của Seagate. Trong năm đầu tiên của mình, Seagate đã phân phối 10 triệu USD giá trị sản phẩm đến các khách hàng. Đến năm 1983, công ty đã xuất xưởng hơn 200.000 chiếc với doanh thu 110 triệu USD.
Năm 1983, Al Shugart bị thay vị trí chủ tịch bởi giám đốc điều hành lúc đó là Tom Mitchell để tiến tới việc tái cơ cấu doanh nghiệp trong bối cảnh thị trường đang thay đổi. Shugart tiếp tục giám sát việc lập kế hoạch của công ty. Tính đến thời điểm này, công ty đã chiếm 45% thị phần trên thị trường ổ cứng cho người dùng, với việc IBM mua 60% tổng công việc mà Seagate đang kinh doanh vào thời điểm đó.
Năm 1989, Seagate mua lại Imprimis Technology của Control Data (CDC),  bộ phận sản xuất các sản phẩm HDD của CDC, dẫn đến thị phần kết hợp là 43%. Seagate được hưởng lợi từ công nghệ hàng đầu và danh tiếng của Imprimis trong khi Imprimis được tiếp cận với các thành phần và chi phí sản xuất thấp hơn của Seagate.

### Thời Al Shugart thứ 2 (những năm 1990)
Vào tháng 9 năm 1991, Tom Mitchell từ chức chủ tịch dưới áp lực của hội đồng quản trị, với việc Al Shugart được tái đảm nhiệm chức vụ chủ tịch công ty Shugart đã tái tập trung công ty vào các thị trường béo bở hơn và vào các ổ đĩa máy tính lớn thay vì ổ đĩa ngoài. Ông cũng rút khỏi triển khai gia công sản xuất các linh kiện ở nước ngoài, điều này cho phép Seagate bắt kịp nhu cầu tốt hơn khi nhu cầu về PC tăng cực kỳ nhanh chóng vào năm 1993 trên toàn thị trường. Điều này bao gồm đối tác trong nước Corning Inc. bắt đầu sử dụng một hợp chất gốm thủy tinh mới để sản xuất chất nền đĩa. Năm 1991, Seagate cũng giới thiệu ổ cứng Barracuda,  đĩa cứng đầu tiên trong ngành có tốc độ trục quay 7200 RPM.
Tháng 5 năm 1993, Seagate trở thành công ty đầu tiên xuất xưởng tổng cộng 50 triệu ổ cứng HDD trong lịch sử của nó. Năm sau Seagate Technology Inc chuyển từ sàn giao dịch Nasdaq sang New York Stock Exchange, giao dịch dưới mã SEG. Sau khi rời đi, công ty là công ty lớn thứ 17 về khối lượng giao dịch trên sàn giao dịch Nasdaq. Năm 1996, Seagate sáp nhập với Conner Peripherals để tạo thành nhà sản xuất ổ cứng độc lập lớn nhất thế giới. Sau khi hợp nhất, công ty bắt đầu một hệ thống hợp nhất các bộ phận và phương pháp sản xuất trong chuỗi nhà máy sản xuất của mình nhằm hợp lý hóa cách thức sản xuất sản phẩm giữa các nhà máy.
Tháng 5 năm 1995, Seagate Technology mua lại Frye Computer Systems, một công ty phần mềm có trụ sở tại Boston, Massachusetts. đã phát triển bộ phần mềm giám sát mạng The Frye Utilities for Networks, đã giành được giải thưởng "Editor's Choice" của  PC Magazine năm 1995.
Năm 1996, Seagate giới thiệu đĩa cứng đầu tiên trong ngành với tốc độ trục quay 10.000 vòng/phút, Cheetah 4LP. Sản phẩm đã tăng lên tốc độ 15.000 vòng/phút vào năm 2000 khi phát hành Cheetah 15X. tháng 5 năm 1997, Tòa án Công lý Tối cao ở Anh đã trao cho Amstrad PLC 93 triệu đô la trong một vụ kiện về các ổ đĩa bị lỗi mà Seagate bán cho Amstrad, một nhà sản xuất và tiếp thị máy tính cá nhân của Anh. Năm đó Seagate cũng giới thiệu ổ cứng giao diện Fiber Channel đầu tiên.
Năm 1997, Seagate trải qua thời kỳ suy thoái cùng với phần còn lại của ngành. Tháng 7 năm 1998, Shugart từ chức các vị trí của mình trong công ty. Stephen J. "Steve" Luczo trở thành giám đốc điều hành mới, đồng thời tham gia hội đồng quản trị.

### Thời kỳ Steve Luczo lần đầu (1998–2004)
Luczo gia nhập Seagate Technology vào tháng 10 năm 1993 với tư cách Phó Chủ tịch Cấp cao về Phát triển Doanh nghiệp. Tháng 3 năm 1995, ông được bổ nhiệm làm Phó Chủ tịch Điều hành Phát triển Doanh nghiệp kiêm Giám đốc điều hành của Seagate Software Holdings. Năm 1996, Luczo đã lãnh đạo Seagate mua lại Conner Peripherals, tạo ra nhà sản xuất ổ đĩa lớn nhất thế giới và hoàn thành chiến lược của công ty về tích hợp dọc và sở hữu các thành phần ổ đĩa quan trọng. Tháng 9 năm 1997, ông được đề bạt giữ chức vụ Chủ tịch kiêm Giám đốc điều hành của Seagate Technology Inc.
Năm 1998, hội đồng quản trị bổ nhiệm Luczo làm Giám đốc điều hành mới và Seagate khởi động một nỗ lực tái cấu trúc. Trong lịch sử, các trung tâm thiết kế của Seagate đã được tổ chức theo chức năng, với một người quản lý dòng sản phẩm chịu trách nhiệm theo dõi tiến độ của tất cả các chương trình. Năm 1998,Năm 1998, Luczo và CTO Tom Porter đã đặc trưng cho việc thiết kế lại tổ chức các trung tâm thiết kế thành các nhóm cốt lõi được tổ chức xung quanh các dự án riêng lẻ để đáp ứng mục tiêu của công ty là có thời gian đưa ra thị trường nhanh hơn. Với tư cách là CEO, Luczoquyết định tăng cường đầu tư vào công nghệ và đa dạng hóa thành các doanh nghiệp phát triển nhanh hơn, có tỷ suất lợi nhuận cao hơn. Ông quyết định thực hiện chiến lược sản xuất nền tảng tự động hóa cao. Từ năm 1997 đến năm 2004, Seagate đã giảm số lượng nhân viên của mình từ khoảng 111.000 xuống còn khoảng 50.000, hợp lý hóa diện tích nhà máy từ 24 nhà máy xuống còn 11 nhà máy và giảm các trung tâm thiết kế từ bảy xuống còn ba. Trong giai đoạn này, sản lượng của Seagate đã tăng từ khoảng 9 triệu ổ mỗi quý lên xấp xỉ 20 triệu ổ mỗi quý.
Năm 1998, cơ sở Nghiên cứu Seagate của công ty cũng được thành lập tại Pittsburgh, khoản đầu tư 30 triệu USD tập trung vào các công nghệ và nguyên mẫu trong tương lai. Công nghệ do trung tâm phát triển sẽ bao gồm các thiết bị như đĩa cứng cho Xbox đầu tiên của Microsoft.
Năm 1999, Seagate xuất xưởng ổ cứng thứ 250 triệu.
Tháng 5 năm 1999, Seagate bán Network & Storage Management Group (NSMG) của nó cho Veritas Software để đổi lấy 155 triệu cổ phiếu của Veritas. Với thương vụ này, Seagate trở thành cổ đông lớn nhất tại  Veritas, với tỷ lệ sở hữu hơn 40%. Tuy nhiên, ban giám đốc Seagate cảm thấy rằng thị trường đang định giá cổ phiếu của Seagate một cách đáng kinh ngạc, điều này rõ ràng là cổ phiếu Veritas tăng 200% so với cổ phiếu Seagate chỉ tăng 25%.

### Trở thành công ty tư nhân năm 2000
Năm 2000, Seagate trở lại thành một công ty tư nhân. Luczo dẫn đầu một thương vụ mua lại Seagate của ban lãnh đạo, tin rằng Seagate cần đầu tư vốn đáng kể để đạt được mục tiêu của mình. Ông quyết định chuyển công ty thành tư nhân, vì các nhà sản xuất ổ đĩa rất khó thu được vốn cho các dự án dài hạn.
Đầu tháng 11 năm 1999, Luczo đã gặp gỡ đại diện của Silver Lake Partners để thảo luận về việc tái cơ cấu lớn Seagate. Sau hai lần thất bại trong việc tăng giá cổ phiếu của Seagate và mở khóa giá trị từ Veritas, ban giám đốc Seagate đã ủy quyền cho Luczo tìm kiếm lời khuyên từ Morgan Stanley vào tháng 10 năm 1999. Đầu tháng 11 năm 1999, Morgan Stanley đã sắp xếp một cuộc họp giữa các giám đốc điều hành Seagate và đại diện của Silver Lake Partners. Ngày 22 tháng 11 năm 2000, ban quản lý Seagate, Veritas Software và một nhóm nhà đầu tư do Silver Lake dẫn đầu đã chốt một thỏa thuận phức tạp, đưa Seagate trở thành công ty tư nhân trong vụ mua lại lớn nhất từ trước đến nay của một công ty công nghệ tại thời điểm đó. Tổng thương vụ trị giá khoảng 20 tỷ đô la, bao gồm việc bán các hoạt động ổ đĩa của mình với giá 2 tỷ đô la cho một nhóm nhà đầu tư do Silver Lake Partners dẫn đầu.Mục tiêu của thương vụ này là để giải quyết giá trị của 33% cổ phần mà Seagate sở hữu tại Veritas, vốn đã đưa giá trị cổ phiếu của Seagate vào khoảng 33 tỷ USD mặc dù vốn hóa thị trường của nó chỉ là 15 tỷ USD. Công ty được incorporated  tại tại Grand Cayman và là công ty tư nhân cho đến khi khi tái gia nhập thị trường đại chúng vào năm 2002.
Cả Stanford Graduate School of Business và Harvard Business School đã viết nhiều nghiên cứu điển hình về việc mua lại và quay vòng của Seagate. Ngoài ra, một số cuốn sách quản lý hàng đầu đã trích dẫn sự thay đổi của Seagate trong nội dung.

### Tái xuất như một công ty đại chúng (2002–2010)
Luczo trở thành Chủ tịch Hội đồng quản trị của Seagate Technology ngày 19 tháng 6 năm 2002. năm 2003, ông đã chấp nhận lời mời từ New York Stock Exchange để tham gia vào Listed Companies Advisory Committee.
Năm 2003, Seagate tái gia nhập thị trường ổ cứng HDD cho máy tính xách tay và cung cấp ổ cứng đĩa 1 inch cho iPod đầu tiên. Điều này dẫn đến xu hướng thiết bị kỹ thuật số được tạo ra với ngày càng nhiều bộ nhớ, đặc biệt là trong máy ảnh và thiết bị nghe nhạc. Năm sau, The New York Times gọi Seagate là "nhà sản xuất ổ cứng hàng đầu của quốc gia được sử dụng để lưu trữ dữ liệu trong máy tính", vì dự báo doanh thu của nó vượt xa ước tính của Phố Wall vào cuối năm.
Khi công ty tách vai trò Chủ tịch và Giám đốc điều hành vào năm 2004, Luczo từ chức Giám đốc điều hành Seagate vào ngày 3 tháng 7 năm 2004, nhưng vẫn giữ vị trí Chủ tịch hội đồng quản trị.  Bill Watkins trở thành Giám đốc điều hành.
Vào đầu năm 2006, tạp chí Forbes đã vinh danh Seagate là Công ty của năm là công ty được quản lý tốt nhất tại Hoa Kỳ. Forbes đã viết rằng, "Seagate đang thúc đẩy sự bùng nổ thiết bị của thế giới. Ổ đĩa 1 inch của họ là kho lưu trữ cho máy ảnh và máy nghe nhạc MP3."  Forbes cũng ghi nhận Seagate là công ty đã "châm ngòi cho cuộc cách mạng máy tính cá nhân cách đây 25 năm với ổ cứng 5,25 inch đầu tiên cho PC".
Năm 2007, Seagate tạo ra concept hybrid drive.
Tháng 4 năm 2008, Seagate là hãng đầu tiên xuất xưởng 1 tỷ HDD. Theo CNet, họ mất 17 năm để xuất xưởng 100 triệu đầu tiên và 15 năm để xuất xưởng 900 triệu tiếp theo. Năm 2009, Bill Watkins được cho thôi việc với tư cách là Giám đốc điều hành.

### Thời kỳ Steve Luczo thứ hai (2009–2017)
Tháng 1 năm 2009, Luczo được Hội đồng quản trị Seagate yêu cầu trở lại làm Giám đốc điều hành của công ty, thay thế Bill Watkins. khi đó, Seagate đã mất thị phần, đối mặt với doanh thu giảm nhanh chóng, tụt hậu trong việc phân phối sản phẩm với chi phí sản xuất cao, có cơ cấu chi phí hoạt động quá mức và có một bảng cân đối kế toán với khoản nợ 2 tỷ đô la. đáo hạn trong vòng 2 năm. Giá trị thị trường của công ty dưới 1,5 tỷ đô la.
Luczo đã cải tổ lại toàn bộ đội ngũ quản lý, và nhanh chóng tổ chức lại công ty theo cấu trúc chức năng sau một nỗ lực không thành công trong việc tổ chức của các đơn vị kinh doanh vào năm 2007. Được dẫn dắt bởi người đứng đầu bộ phận bán hàng mới, Dave Mosley, người đứng đầu bộ phận hoạt động và phát triển mới, Bob Whitmore, và một giám đốc tài chính mới, Pat O'Malley, nhóm đã làm việc để giải quyết vô số thách thức mà nhóm phải đối mặt.  Vào cuối năm 2009, công ty đã tái cấp vốn và bắt đầu quay vòng hoạt động của mình. Năm 2010, Seagate khôi phục cổ tức và bắt đầu kế hoạch mua lại cổ phiếu.
Năm 2010, Seagate thông báo rằng họ đang chuyển trụ sở chính và hầu hết nhân viên từ Scotts Valley đến Cupertino, California.
Tháng 6 năm 2010, Seagate phát hành ổ cứng 3 TB đầu tiên trên thế giới. Vào tháng 9, Seagate đã phát hành ổ cứng di động 1,5 TB đầu tiên.
Tháng 7 năm 2011, công ty đã thay đổi quốc gia thành lập từ Quần đảo Cayman thành Ireland.
Tháng 12 năm 2011, Seagate mua lại mảng kinh doanh HDD của Samsung.
Năm 2012, Seagate tiếp tục nâng cổ tức và mua lại gần 30% số cổ phiếu đang lưu hành của công ty. Trong năm tài chính kết thúc vào tháng 6 năm 2012, Seagate đã đạt được doanh thu kỷ lục, tỷ suất lợi nhuận gộp kỷ lục, lợi nhuận kỷ lục và giành lại vị trí là nhà sản xuất ổ đĩa lớn nhất, và giá trị thị trường của nó đã tăng lên hơn 14 tỷ USD. IVào tháng 3, Seagate đã trình diễn ổ cứng mật độ 1 TB / inch vuông đầu tiên, với khả năng mở rộng lên 60 TB vào năm 2030.
Năm 2013, Seagate là công ty HDD đầu tiên bắt đầu xuất xưởng các ổ shingled magnetic recording, thông báo vào tháng 9 rằng họ đã xuất xưởng hơn 1 triệu ổ như vậy.
Tháng 2 năm 2016, Seagate đã phải đối mặt với vụ kiện tập thể về các ổ cứng bị lỗi mà họ đã bán.
Tháng 8 năm 2016, Seagate đã trình diễn SSD 60 TB của mình, được tuyên bố là "SSD lớn nhất từng được chứng minh", tại Flash Memory Summit ở Santa Clara.
Tháng 1/2017, Seagate thông báo đóng cửa một trong những nhà máy lắp ráp ổ cứng lớn nhất của hãng tại Tô Châu, Trung Quốc.

### Thời kỳ Dave Mosley (2017 – nay)
Ngày 25/7/2017, David "Dave" Mosley được bổ nhiệm làm Giám đốc điều hành, có hiệu lực từ ngày 1/10/2017.

## Sản phẩm

### Ổ cứng gắn trong SSD và HDD

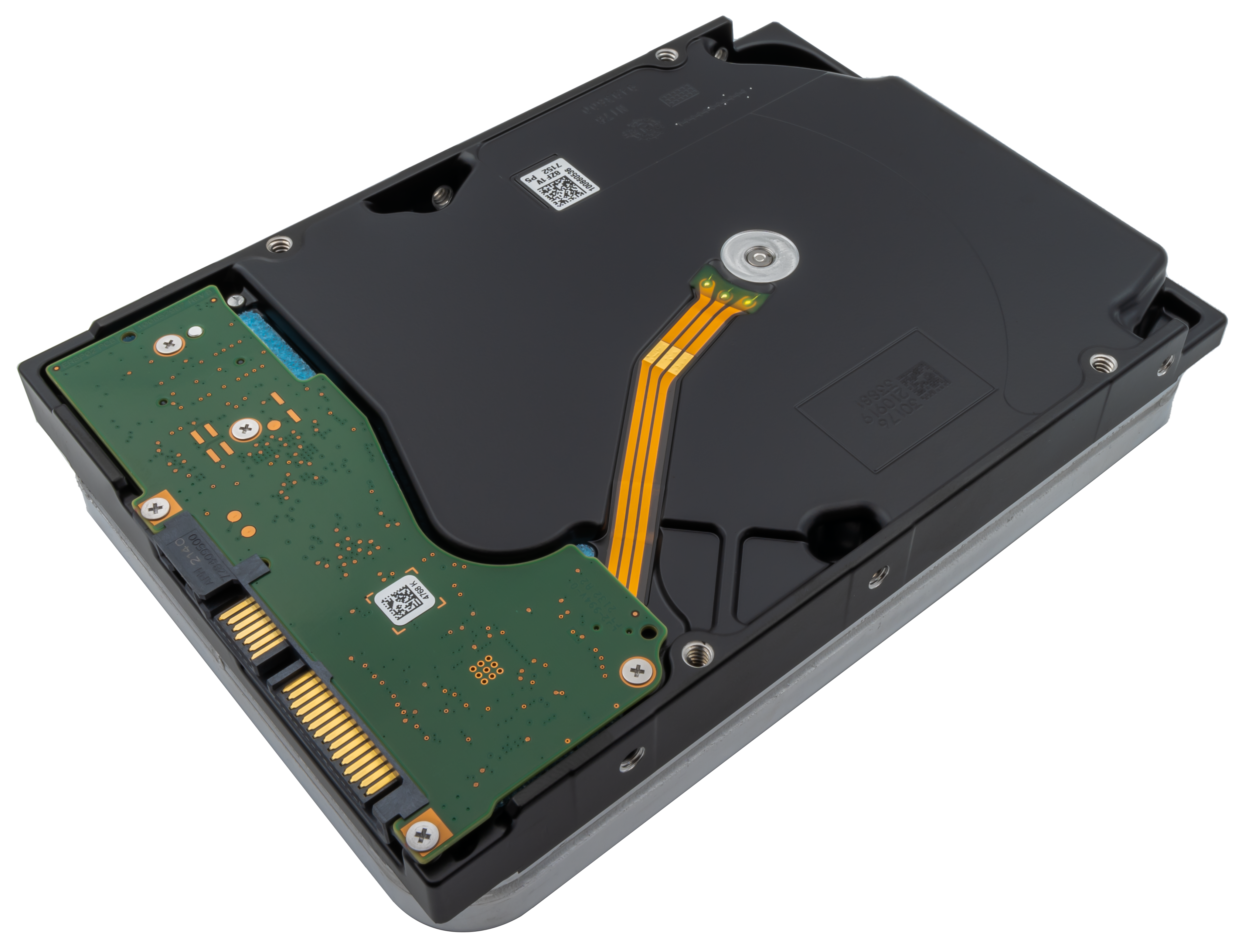
Mặt sau của ổ cứng Exos X18 18TB

Seagate cung cấp nhiều sản phẩm ổ đĩa thể rắn (SSD) và ổ đĩa cứng (HDD) gắn trong được phân loại theo tên cho mục đích sử dụng của chúng:  
Barracuda – Ổ cứng SSD và HDD thông dụng phổ biến với giá thấp nhất của Seagate dành cho các thiết bị như máy tính, máy tính xách tay, máy chơi game và hộp giải mã tín hiệu số (set-top-boxes). Dòng ổ cứng Barracuda có tốc độ vòng quay ổ cứng là 5200 – 7200 RPM, dung lượng lưu trữ từ 500 GB – 8 TB, tốc độ truyền tải dữ liệu tối đa lên tới 190 MB/s. SSD Barracuda đi kèm với giao diện SATA hoặc NVMe, dung lượng lưu trữ từ 240GB – 2 TB và tốc độ đọc lên tới 550 MB/s đối với SATA và 2.400 MB/sđối với NVMe.
Firecuda – Để sử dụng trò chơi trong máy tính, máy tính xách tay và máy chơi game cầm tay (console). Seagate cung cấp ổ cứng SSD và HDD Firecuda gắn trong và gắn ngoài với giao diện SATA, NVMe hoặc USB-C với dung lượng lưu trữ từ 250 GB – 16 TB.
Ironwolf – Ổ cứng lưu trữ dành cho thiết bị NAS, với dung lượng lưu trữ HDD từ 1–20 TB, loại ổ đĩa thông thường hoặc ổ cứng helium, giao diện SATA và lên đến 260 MB/s. SSD Ironwolf có dung lượng từ 240 GB – 4 TB, giao tiếp SATA hoặc NVMe và tốc độ lên tới 560 MB/s đối với SATA và 5000 MB/giây đối với NVMe.
Skyhawk – Ổ cứng lưu trữ dành cho hệ thống giám sát để sử dụng trong các thiết bị như DVR hoặc NVR có 2 sê-ri. Sê-ri đầu tiên, Skyhawk AI, có dung lượng từ 8 – 20 TB, loại ổ đĩa thông thường hoặc helium, công nghệ ghi CMR và tốc độ lên tới 260 MB/s. Sê-ri Skyhawk thông thường có dung lượng từ 1 – 8 TB, loại ổ đĩa thông thường, công nghệ ghi CMR hoặc SMR và tốc độ lên tới 210 MB/s.
Exos – Ổ cứng dành cho doanh nghiệp để sử dụng trong trung tâm dữ liệu, với hai dòng sản phẩm được cung cấp: 
1. Exos E – dung lượng 300 GB – 8 TB, giao diện SAS hoặc SATA và tốc độ lên tới 300 MB/s.
2. Exos X – dung lượng 12 – 20 TB, loại ổ đĩa heli, giao diện SAS hoặc SATA và tốc độ lên tới 524 MB/s trên một số model nhất định.

Nytro – Ổ cứng gắn trong (SSD) thể rắn với giao diện SAS (Serial Attached SCSI) dành cho doanh nghiệp, với dung lượng lên đến 15 TB.

### Ổ cứng di động SSD và HDD
Seagate cung cấp nhiều dòng ổ cứng di động cho máy tính và máy tính xách tay:
- Ổ cứng di động HDD Basic
- Ổ cứng di động SSD và ổ cứng gắn ngoài HDD Seagate Expansion
- Ổ cứng di động SSD và ổ cứng gắn ngoài HDD One Touch
- Ổ cứng di động HDD Ultra Touch

### Ổ cứng lưu trữ cho thiết bị trò chơi cầm tay (Console)
Seagate đã hợp tác với cả PlayStation và Xbox để cung cấp nhiều thiết bị lưu trữ khác nhau cho PlayStation 4, PlayStation 5 , Xbox One và Xbox Series X/S . Đối với Dòng PlayStation 4, PlayStation 5 và Xbox One, Seagate cung cấp "Game Drive" là ổ cứng ngoài 2 – 4 TB USB 3.0. Ngoài ra, đối với dòng Xbox One, Seagate hiện cung cấp "New Game Drive" có dung lượng từ 2–5 TB và "Game Drive Hub" có dung lượng lên tới 8 TB, cả hai đều sử dụng giao diện USB 3.0. Trong quá trình phát triển Xbox Series X/S mới, Seagate đã hợp tác với Xbox để tạo ra một thẻ mở rộng SSD độc quyền được lắp vào mặt sau của bảng điều khiển, có dung lượng 1 TB, với 2 TB. 

### Lyve Cloud
Lyve Cloud là dịch vụ lưu trữ dựa trên đám mây do Seagate cung cấp lần đầu tiên vào tháng 2 năm 2021. Dịch vụ này được phát triển với sự hợp tác của Equinix và dành cho doanh nghiệp muốn sử dụng dịch vụ lưu trữ đám mây.

### Hệ thống lưu trữ dữ liệu
Seagate cung cấp nhiều hệ thống lưu trữ dữ liệu khác nhau cho các doanh nghiệp như "hệ thống tính toán & lưu trữ" và các mảng flash, hybrid và disk.
Vào tháng 6 năm 2021, Seagate giới thiệu Exos CORVAULT, hệ thống lưu trữ khối 4U với bộ điều khiển lưu trữ kép được cung cấp bởi chip VelosCT của chính Seagate. Mảng lưu trữ sử dụng Công nghệ bảo vệ tự động phân tán nâng cao (ADAPT) và Tái tạo ổ đĩa tự động (ADR) để tự động hóa bảo trì và qua đó giảm rác thải điện tử. 

### Các dòng sản phẩm kế thừa
Một số dòng sản phẩm cũ của Seagate không còn được sản xuất bao gồm:
- U-Series – Ổ cứng máy tính để bàn hiệu suất thấp hơn, rẻ hơn được giới thiệu vào cuối những năm 1990.
- Medalist – Một dòng ổ cứng chính để sử dụng trong máy tính để bàn và hơn thế nữa. Sau đó được thay thế bởi dòng sản phẩm Barracuda.
- Cheetah – HDD tốc độ và hiệu suất cao với tốc độ 10.000–15.000 RPM. Ngừng hoạt động vào đầu những năm 2000.
- Momentus – Ổ cứng máy tính xách tay hiệu suất cao.
- Decathlon – Ổ cứng máy tính để bàn hiệu suất cao phổ biến nhưng đắt tiền vào thời điểm đó.

## Các vấn đề của công ty

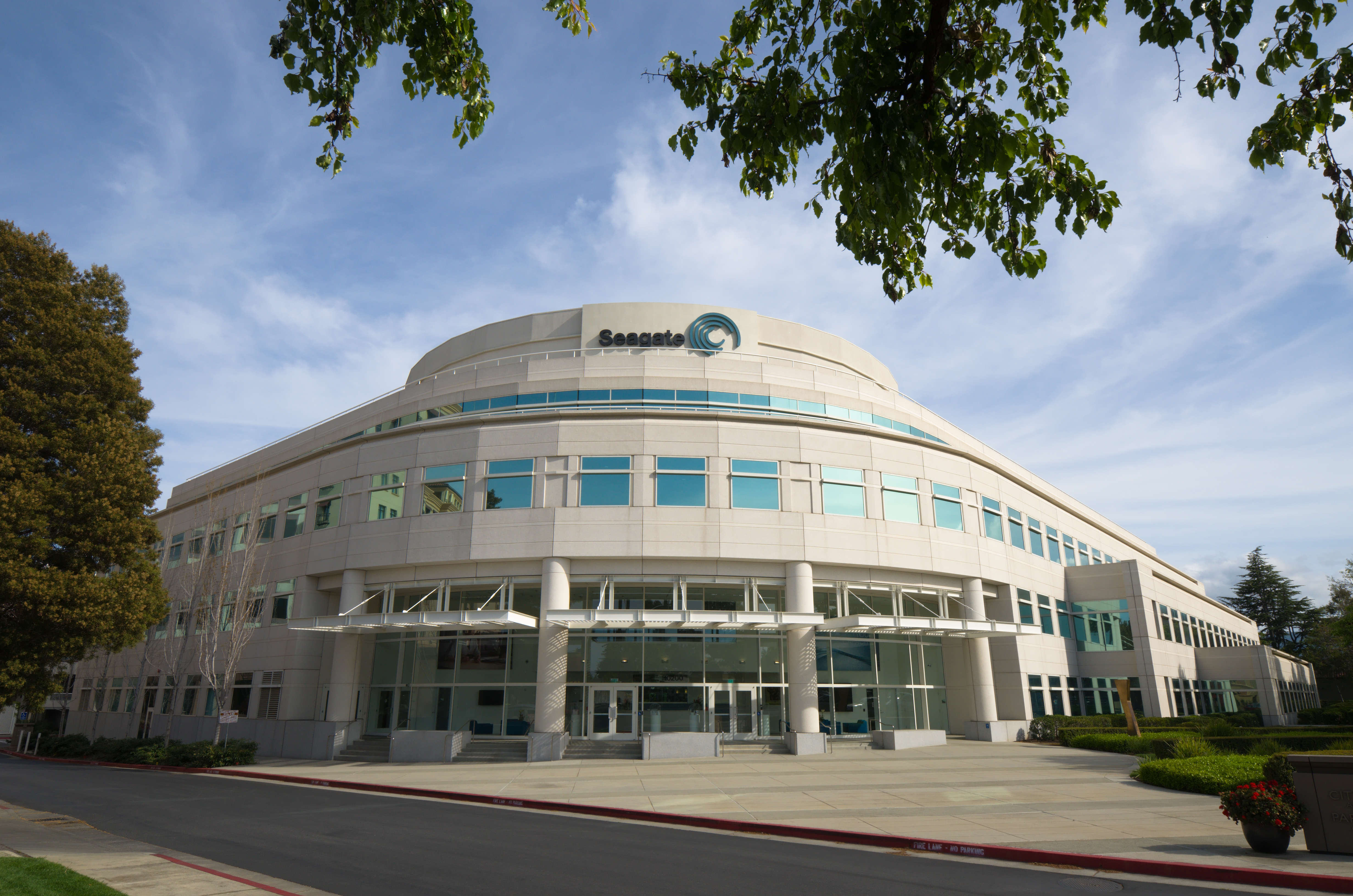
Trụ sở của Seagate Technology tại Cupertino, California

Seagate thành lập ban đầu với tư cách là một công ty đại chúng với mã "SGAT" trên sàn NASDAQ, sau đó chuyển sang NYSE với mã "SEG" vào những năm 1990. Năm 2000, Seagate thành lập tại quần đảo Cayman để giảm thuế thu nhập. Năm 2000, công ty được thành lập bởi một nhóm đầu tư bao gồm ban quản lý Seagate, Silver Lake Partners, Texas Pacific Group và những thành viên khác trong một cuộc hợp nhất ba bên với Veritas Software; Veritas sát nhập với Seagate, và được nhóm các nhà đầu tư mua lại. Veritas sau đó ngay lập tức được chia tách cho các cổ đông, giành được quyền đối với Seagate Software Network và Storage Management Group (với các sản phẩm như Backup Exec),cũng như cổ phần của SanDisk và Dragon Systems. Seagate Software Information Management Group được đổi tên thành  Crystal Decisions vào tháng 5 năm 2001. Seagate tái gia nhập thị trường đại chúng vào tháng 12 năm 2002 trên NASDAQ với mã "STX."

## Hợp tác và mua lại
Finis Conner  rời Seagate vào đầu năm 1985 và thành lập Conner Peripherals, công ty ban đầu chuyên sản xuất ổ cứng dạng nhỏ cho máy tính di động. Conner Peripherals cũng tham gia vào lĩnh vực kinh doanh ổ băng từ với việc mua Archive Corporation. Sau mười năm với tư cách là một công ty độc lập, Conner Peripherals được Seagate mua lại trong một vụ sáp nhập năm 1996.
Năm 2005, Seagate mua lại Mirra Inc một nhà sản xuất máy chủ cá nhân để phục hồi dữ liệu. Nó cũng mua lại ActionFront Data Recovery Labs, nhà cung cấp dịch vụ khôi phục dữ liệu.  Năm 2006, Seagate mua lại Maxtor trong một thỏa thuận toàn bộ cổ phần trị giá 1,9 tỷ đô la, và tiếp tục đưa ra thị trường thương hiệu Maxtor riêng biệt. Năm sau, Seagate mua lại EVault và MetaLINCS, sau đó đổi tên thành i365.
Tháng 3 năm 2012, Seagate mua lại LaCie với giá 186 triệu USD.
Năm 2014, Seagate mua lại Xyratex, một công ty hệ thống lưu trữ, với giá khoảng 375 triệu USD. Cùng năm đó, họ mua lại các sản phẩm bộ điều khiển flash và bộ điều khiển SSD PCIe dành cho doanh nghiệp của LSI và khả năng kỹ thuật của nó từ Avago với giá 450 triệu đô la.
Tháng 10 năm 2015, Seagate mua lại Dot Hill Systems Corp, nhà cung cấp hệ thống lưu trữ phần mềm và phần cứng, với giá khoảng 696 triệu USD.

## Tranh cãi
Vào năm 2015, một trong những thiết bị lưu trữ không dây của Seagate được phát hiện có mật khẩu được mã hóa cứng không có tài liệu.
ngày 21 tháng 1 năm 2014, nhiều bài báo công nghệ trên toàn cầu đã công bố kết quả từ nhà cung cấp dịch vụ lưu trữ đám mây Backblaze rằng ổ cứng Seagatekém tin cậy nhất trong số các nhà sản xuất đĩa cứng nổi tiếng. Tuy nhiên, các bài kiểm tra Backblaze đã bị chỉ trích vì có một phương pháp luận thiếu sót, có các biến môi trường không nhất quán, chẳng hạn như nhiệt độ xung quanh và độ rung, và việc sử dụng đĩa; Ngoài ra, số liệu thống kê của Backblaze cho thấy rằng phần lớn các ổ đĩa được cài đặt tại Backblaze là Seagate và biên tập viên Andy Klein của Backblaze đã lưu ý rằng "một số lượng lớn các ổ Seagate mới đang được triển khai có thể chịu trách nhiệm về mặt thống kê" đối với tỉ lệ dữ liệu hỏng hóc trong quần thể trung tâm dữ liệu cụ thể của chúng. Trong bối cảnh rộng hơn, ổ đĩa dành cho doanh nghiệp của Seagate đã được vinh danh là đáng tin cậy nhất trong bảy năm hoạt động trong cuộc khảo sát về IT Brand Pulse được đánh giá cao của các chuyên gia CNTT hàng đầu và được coi là dẫn đầu trong hai năm qua ở mọi hạng mục đo lường: độ tin cậy, hiệu suất, đổi mới, giá cả, dịch vụ và hỗ trợ. Backblaze đã phát hành một trang thống kê cập nhật cho thấy ổ đĩa Seagate gặp lỗi nhiều nhất trong quý 2 năm 2019. Tốt nhất cho đến nay là Toshiba.